# Gasteria vlokii
Gasteria vlokii ist eine Pflanzenart der Gattung Gasteria in der Unterfamilie der Affodillgewächse (Asphodeloideae).

## Beschreibung

### Vegetative Merkmale
Gasteria vlokii wächst stammlos, sprosst von der Basis aus und bildet kleine Gruppen mit einem Durchmesser von bis 14 Zentimetern. Ihre sukkulenten, spindelförmigen Wurzeln weisen einen Durchmesser von bis zu 8 Millimeter auf. Die bandförmigen, lanzettlich bis dreieckigen, spreizenden, sichelförmigen Laubblätter sind anfangs zweizeilig am Trieb angeordnet und bilden später eine Rosette. Die grüne Blattspreite ist 5 bis 9 Zentimeter lang und 2 bis 3 Zentimeter breit. Auf ihr befinden sich dichte weiße Flecken, die undeutliche diagonale Streifen bilden. Im oberen Drittel ist sie asymmetrisch gekielt. Die Epidermis ist rau. Der zugespitzte Blattrand ist warzig und winzig gekerbt. Die Blattspitze ist zugespitzt oder stumpf gerundet mit einer asymmetrischen Spitze.

### Blütenstände und Blüten
Der gebogene und ausgebreitete Blütenstand ist eine Rispe und erreicht eine Länge von 30 bis 84 Zentimeter. Selten ist ein Paar Seitenzweige vorhanden. Die dunkel rötlich rosafarbene Blütenhülle ist 29 bis 33 Millimeter lang. Ihr bauchiger Teil erstreckt sich über etwas mehr als die Hälfte der Länge der Blütenhülle und weist einen Durchmesser von 6 bis 7 Millimeter auf. Oberhalb ist sie zu einer Röhre mit einem Durchmesser von 4 Millimeter eingeschnürt.
Blütezeit ist in der Mitte des Sommers.

### Früchte und Samen
Die Früchte sind 15 bis 18 Millimeter lang und 6 Millimeter breit. Sie enthalten 3 bis 5 Millimeter lange und 2 Millimeter breite, längliche Samen.

## Systematik und Verbreitung
Gasteria vlokii ist in der südafrikanischen Provinz Westkap im Fynbos auf quarzitischem Sandstein verbreitet.
Die Erstbeschreibung durch Ernst Jacobus van Jaarsveld wurde 1987 veröffentlicht.

## Nachweise